# L'Aiguille creuse
L'Aiguille creuse est un roman policier de Maurice Leblanc, paru en 1909 et mettant en scène les aventures d'Arsène Lupin, « gentleman-cambrioleur ».
Il a été prépublié dans le magazine Je sais tout, du 15 novembre 1908 au 15 mai 1909, puis, avec quelques modifications, le roman entier a été édité en juin 1909.

## Résumé

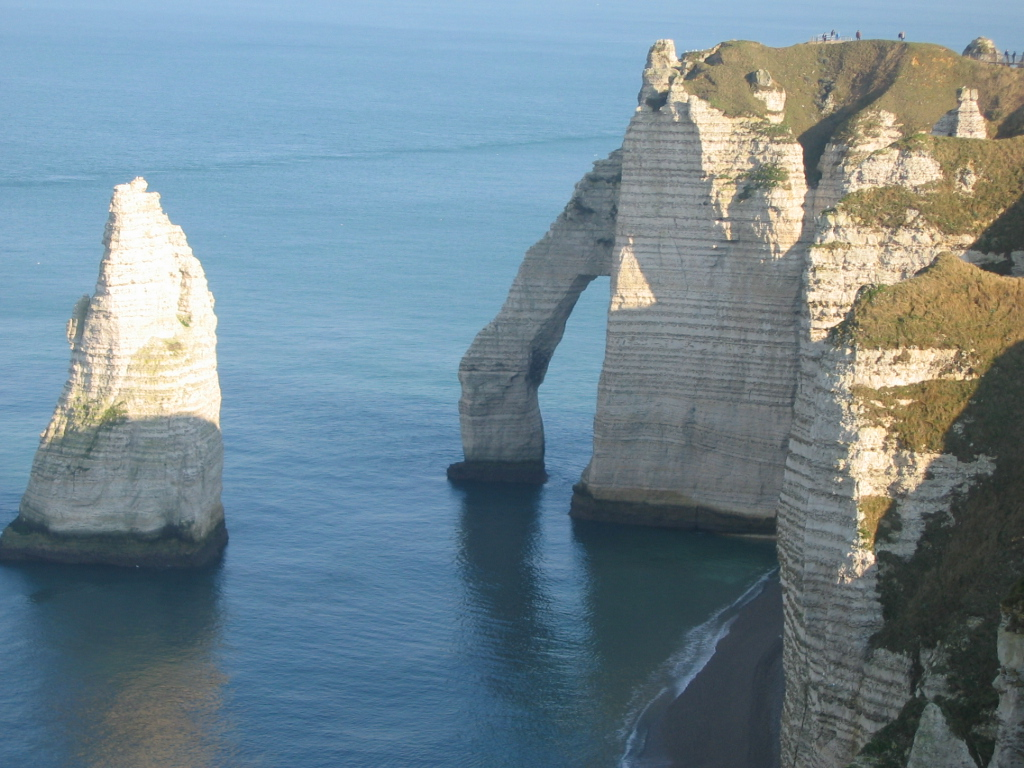
L'aiguille d'Étretat (à gauche)
et la porte d'Aval (au centre).

Arsène Lupin s'oppose à Isidore Beautrelet, jeune lycéen et détective amateur. L'histoire se passe dans la ville fictive d’Ambrumésy et dans d'autres villes françaises, au début du XXe siècle.
Isidore Beautrelet a vent d'un secret découvert par Lupin au sujet de « l'Aiguille creuse ». Lorsqu'il découvre le château de l'Aiguille près de Crozant, au bord de la Creuse, il pense avoir trouvé la solution de l'énigme. Mais il n'a pas compris que le roi de France Louis XIV a fait construire ce château pour brouiller la véritable piste qui, en fait, va vers une « aiguille » sur la côte normande, au nord du Havre, où Arsène Lupin, connu aussi sous le nom de Louis Valméras, s'est caché.
« L'Aiguille creuse » est en effet un secret que les rois de France se transmettaient et qu'Arsène Lupin s'est approprié. La fameuse « aiguille » contient le plus fabuleux trésor jamais imaginé : il rassemble les dots des reines, des perles, rubis, saphirs et diamants, etc., la fortune des rois de France.